# مود آدامز
مود آدامز (سوئدی: Maud Adams؛ زاده ۱۲ فوریه ۱۹۴۵) بازیگر اهل سوئد است.
از فیلم‌های معروف او می‌توان به بازی در فیلم مرد بی‌رحم، مردی با طپانچه طلایی، اختاپوسی، رولربال و سوگلی اشاره کرد.